# Nereis caudipunctata
Nereis caudipunctata är en ringmaskart som först beskrevs av Grube 1857.  Nereis caudipunctata ingår i släktet Nereis och familjen Nereididae. Inga underarter finns listade i Catalogue of Life.